# Swinbrook
Swinbrook är en by i civil parish Swinbrook and Widford, i distriktet West Oxfordshire, i grevskapet Oxfordshire, i England. Byn är belägen 24 km från Oxford. Swinbrook var en civil parish fram till 1932 när blev den en del av Swinbrook and Widford, Shilton och Asthal. Civil parish hade 173 invånare år 1931. Byn nämndes i Domedagsboken (Domesday Book) år 1086, och kallades då Suinbroc.